# Pichai Thongwilas
Pichai Thongwilas (thailändisch พิชัย ทองวิลาศ, * 18. November 1994) ist ein thailändischer Fußballspieler.

## Karriere
Pichai Thongwilas stand bis Ende 2019 beim Erstligisten Chiangmai FC in Chiangmai unter Vertrag. Die Saison 2017 wurde er an den JL Chiangmai United FC ausgeliehen. Der Verein, der ebenfalls in Chiangmai beheimatet ist, spielte in der vierten Liga, der Thai League 4. Hier trat der Verein in der Northern Region an. 2017 wurde er mit Chiangmai Meister der Region und stieg anschließend in die dritte Liga auf. 2018 kehrte er nach der Ausleihe zum Chiangmai FC zurück. Die Saison 2018 spielte er mit Chiangmai in der zweiten Liga, der Thai League 2. Am Ende der Saison wurde er mit dem Verein Tabellendritter und stieg in die erste Liga auf. Der mittlerweile in der zweiten Liga spielende JL Chiangmai United lieh ihn die Saison 2019 aus. Nach Vertragsende beim Chiangmai FC nahm ihn Chiangmai United Anfang 2020 fest unter Vertrag. Im März 2021 feierte er mit Chiangmai die Vizemeisterschaft und den Aufstieg in die erste Liga. Für Chianmai kam er in der zweiten Liga einmal zum Einsatz. Im August 2021 unterschrieb er einen Vertrag beim Zweitligaaufsteiger Lamphun Warriors FC. Am Ende der Saison feierte er mit dem Verein aus Lamphun die Meisterschaft der zweiten Liga und den Aufstieg in die erste Liga. Nach dem Aufstieg verließ er den Verein und schloss sich Ende August 2022 dem Drittligisten STK Muangnont FC an. Mit dem Verein aus Ayutthaya spielte er 24-mal in der Bangkok Metropolitan Region. Hierbei erzielte er vier Treffer. Zu Beginn der Saison 2023/24 wechselte er in die Western Region. Hier nahm ihn der Chainat United FC aus Chainat unter Vertrag. Nach der Hinserie wechselte er im Dezember 2023 zu dem in der Northern Region spielenden Maejo United FC. Hier bestritt er mindestens 15 Ligaspiele. Im Sommer 2024 nahm ihn der Ligakonkurrent Chianmai FC unter Vertrag. 

## Erfolge
JL Chiangmai United FC
- Thai League 4 – North: 2017  ▲
- Thai League 2: 2020/21 (Vizemeister)  ▲

Lamphun Warriors FC
- Thailändischer Zweitligameister: 2021/22  ▲